# Vorfrieden von Villafranca
Der Vorfrieden von Villafranca wurde am 11. Juli 1859 in Villafranca di Verona zwischen Österreich, Frankreich und Sardinien-Piemont während des Oberitalienischen Krieges geschlossen. Der Präliminarfrieden wurde später im Definitivfrieden von Zürich weitestgehend bestätigt.

## Geschichte
Am 8. Juli 1859 kam der Adjutant von Kaiser Napoleon III. Émile Félix Fleury in Verona mit den Chefs des österreichischen Generalstabs zusammen und beide Seiten vereinbarten bis zum 15. August einen vorläufigen Waffenstillstand. Noch am selben Tag schlug Napoleon in einem Brief an den österreichischen Kaiser ein Zusammentreffen in Villafranca vor, um in einer persönlichen Aussprache die Grundlagen einer umfassenden Verständigung zu finden. Franz Joseph antwortete zustimmend mit der Bedingung, dass dieses Zusammentreffen nicht ergebnislos bleiben dürfe.
Drei Tage später, am 11. Juli, trafen sich Napoleon III. und Kaiser Franz Joseph in Villafranca zu einer Unterredung und beide Herrscher einigten sich auf die Friedenspräliminarien. Die endgültige Fassung wurde dann wenige Tage später in einem letzten Austausch von Briefen zusammen mit den einseitig unterzeichneten Exemplaren des Vorfriedens ratifiziert. Der sardinische König Viktor Emanuel II. unterzeichnete die Präliminarien allerdings nur unter Vorbehalt.
Napoleon sah seine Kriegsziele erreicht. Aber er musste ein Eingreifen der Preußen oder des Deutschen Bundes zugunsten Österreichs befürchten, da für die preußische Armee bereits eine Teilmobilmachung erlassen wurde. Auch Franz Joseph war an einer schnellen Beendigung des Krieges gelegen, da die österreichischen Staatsfinanzen vollständig erschöpft waren und Ungarn, durch die italienischen Erfolge ermuntert, ebenfalls seine Unabhängigkeit von Österreich forderte. Das Eingreifen Preußens in diesen Krieg musste verhindert werden, da sonst Österreich seine Führungsposition im Deutschen Bund verlieren würde.
Am 10. November 1859 wurde der definitive Frieden von Zürich, mit der Bestätigung der Friedenspräliminarien vom 11. Juli, unterzeichnet.

## Inhalt
In den Friedenspräliminarien wurde die Abtretung der Lombardei, mit Ausnahme der beiden Festungen Mantua und Peschiera durch Österreich an den Kaiser von Frankreich vereinbart. Das Gebiet sollte dann an König Viktor Emanuel von Sardinien-Piemont übergeben werden. Ferner war eine Rückkehr des Großherzogs von Toscana und der Herzöge von Modena und Parma, sowie die Erlassung einer allgemeinen Amnestie durch diese in ihren Staaten vorgesehen. Venetien verblieb bei Österreich, sollte aber der noch zu bildenden Italienischen Konföderation mit Ehrenvorsitz des Papstes beitreten. Der Papst wurde aufgefordert, in seinen Ländern Reformen durchzuführen. Außerdem wurde allen an dem Konflikt beteiligten Personen eine vollständige Amnestie zugesichert.

## Auszug aus dem Vorfrieden von Villafranca vom 11. Juli 1859
„Zwischen seiner Majestät dem Kaiser der Franzosen und Seiner Majästät dem Kaiser von Österreich wird folgendes vereinbart:“
„Die beiden Herrscher werden die Bildung eines italienischen Bundes fördern. Dieser Bund wird unter dem Ehrenschutz des Heiligen Vaters stehen. Der Kaiser von Österreich tritt an den Kaiser der Franzosen seine Rechte auf die Lombardei ab, mit Ausnahme der Festungen Mantua und Peschiera [...] Der Kaiser wird das abgetretene Gebiet dem König von Sardinien übergeben.“

„Venetien wird in den italienischen Bund eintreten, verbleibt aber dem Kaiser von Österreich [...]“

## Bedeutung
Der Vertrag von Villafrance besiegelte das Ende des habsburgischen Lombardo-Venezianischen Königreichs und ermöglichte die Gründung des Königreichs Italiens.